# Folgerecht
Das Folgerecht ist ein Recht, das Kunstschaffenden ermöglicht, am Weiterverkauf ihrer Kunstwerke beteiligt zu werden. Die Rechtsgrundlage dafür ist in Deutschland § 26 des Urheberrechtsgesetzes (UrhG). Voraussetzung für die Auskunftsansprüche, die zur Durchsetzung des Rechtes notwendig sind, ist jedoch, dass der Urheber Mitglied einer Verwertungsgesellschaft (Bild-Kunst, ProLitteris) ist (§ 26 Abs. 6 UrhG).
Bei jedem Zweitverkauf und bei allen folgenden Verkäufen von Originalkunstwerken durch den Kunsthandel steht Bildenden Künstlern eine Beteiligung am Weiterverkaufserlös zu. In der Bundesrepublik Deutschland wurde das Folgerecht während der Kanzlerschaft Willy Brandts eingeführt, insbesondere um junge Künstler zu unterstützen. In anderen Ländern – beispielsweise in Großbritannien, Österreich, Irland oder den Niederlanden – war ein Folgerecht lange Zeit unbekannt. So reagierte der Kunsthandel auf die Einführung des Folgerechts vielfach mit der Abwanderung in solche Staaten, in denen keine dementsprechenden gesetzlichen Regelungen bestanden. Dadurch sollte ein Wettbewerbsnachteil, der aus der Zahlung zusätzlicher, durch das Folgerecht bedingte Beträge resultierte, vermieden werden.
Mit der Richtlinie 2001/84/EG des Europäischen Parlaments und des Rates vom 27. September 2001 über das Folgerecht des Urhebers des Originals eines Kunstwerks wurde ein Rechtssatz erlassen, der ein EU-weites Folgerecht vorsieht. Die Richtlinie war bis zum 1. Januar 2006 umzusetzen. Nicht alle Mitgliedstaaten kamen dem nach, weshalb die EU-Kommission mehrere Vertragsverletzungsverfahren ankündigte. Alle Staaten bis auf Spanien, das 2008 vom EuGH verurteilt wurde, setzten die Richtlinie daraufhin um.
In Deutschland wurde die Richtlinie am 16. November 2006 umgesetzt. Seitdem beträgt diese Beteiligung 4 % des Weiterverkaufserlöses (ohne Steuern [§ 26 Abs. 1 S. 2 UrhG]) für Verkäufe bis 50.000 Euro und sinkt danach stufenweise bis auf 0,25 %, bei einer Obergrenze von 12.500 Euro [§ 26 Abs. 2 UrhG]. Bei Verkaufserlösen unter 400 € (ohne Steuern) besteht keine Verpflichtung zur Beteiligung am Weiterverkaufserlös [§ 26 Abs. 1 S. 4 UrhG].
In Österreich wird die degressive Staffel ab einem Nettoverkaufspreis von 2.500 Euro angewandt. Bis ebenfalls 50.000 Euro sind es 4 %, danach sinkt es stufenweise auf 0,25 %. Die Obergrenze beträgt, wie in Deutschland, 12.500 Euro.
Bis zum 15. November 2006 betrug die Beteiligung 5 % des Weiterverkaufserlöses ab 50 Euro und war nach oben unbegrenzt.
In Österreich wird die Mehrwertsteuer auf die Lizenzgebühr angewendet, weswegen die Europäische Kommission 2018 beschlossen hat, nach mehrfachen Aufforderungen zur Korrektur an die österreichische Regierung seit 2016, Österreich beim Europäischen Gerichtshof in Luxemburg zu verklagen. Nach österreichischem Recht unterliegen die Erträge aus den Lizenzgebühren des Folgerechts der Mehrwertsteuer und dies verstößt nach Rechtsansicht der Europäischen Kommission gegen die Mehrwertsteuerrichtlinie. Die Europäische Kommission nimmt Bezug auf das Urteil des Europäischen Gerichtshofes zu C-16/93 (R.J. Tolsma) und argumentiert, da es keine unmittelbare Gegenleistung für die Lizenzgebühr durch den aus dem Folgerecht berechtigten Künstler gebe, dass diese auch nicht der Mehrwertsteuer unterworfen werden dürfe.